# Dây Stola

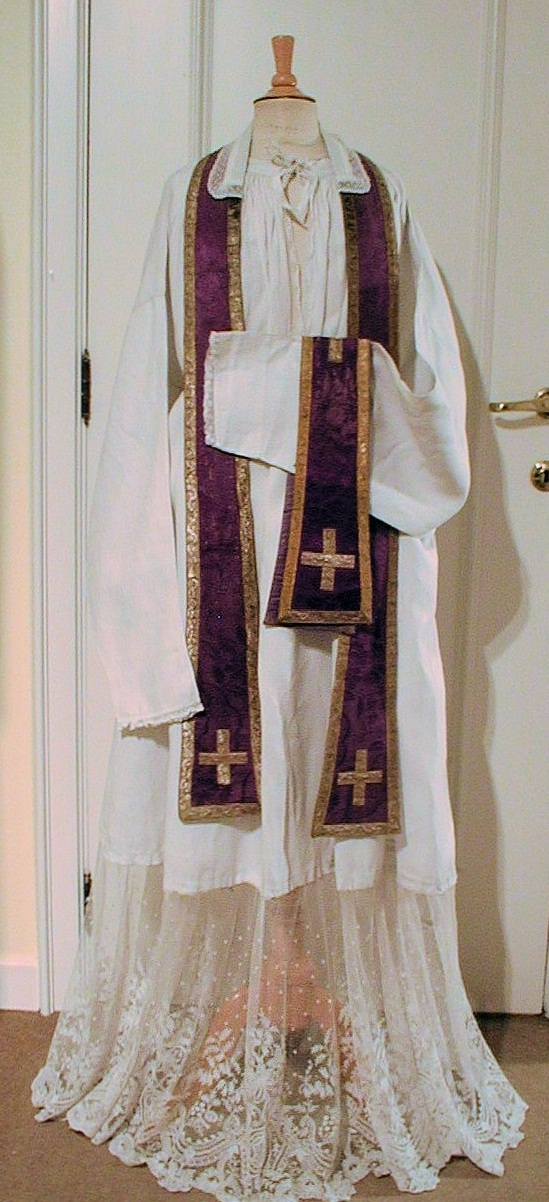
Dây Các Phép (màu tím) và áo lễ

Dây Các Phép (còn gọi là dây Stola theo tiếng Latinh: Stola) là một loại phẩm phục dành riêng cho những người đã lãnh nhận chức thánh trong một vài giáo hội Kitô giáo, người đeo dây này thể hiện thẩm quyền của mình trong việc cử hành các bí tích.
Dây Các Phép là một dải vải dài có hai vạt bằng nhau, với màu sắc thay đổi tùy theo mùa phụng vụ được đeo kèm theo các phẩm phục khác. Giám mục và linh mục quàng dây các phép lên sau cổ, thả hai vạt song song về phía trước ngực; phó tế thì đeo dây các phép từ vai trái chéo xuống hông bên phải, một vạt trước ngực và một vạt sau lưng (vì ở gần phía cuối hai vạt được nối lại với nhau).